# Campi di Forel
I campi di Forel o prerubri sono continuazioni rostrali del tegmento mesencefalico (Haubenfeld) sono costituiti da una fitta trama di fibre designata da Forel H, più rostralmente e lateralmente la zona incerta li divide in un contingente dorsale H1 ed uno ventrale H2. Fibre efferenti dal cervelletto attraversano nel loro passaggio il campo H di Forel. Le afferenze dal pallido contribuiscono alla costituzione dei 3 campi. I campi di Forel sono situati tra il talamo superiormente, il margine mediale della capsula interna lateralmente, il nucleo subtalamico di Luys inferiormente ed i nuclei ipotalamici medialmente. Sono costituiti dalle aree tegmentali ventrali prolungamento del mesencefalo con la zona incerta tra di essi. Il tegmento ventrale consiste in larga parte di fibre efferenti che dal pallido vanno alla sostanza nera ed al nucleo rosso.